# Ineta Radēviča
Ineta Radēviča (Letonia, 13 de julio de 1981) es una atleta letona, especialista en la prueba de salto de longitud, con la que llegó a ser subcampeona mundial en 2011.

## Carrera deportiva
En el Mundial de Daegu 2011 gana la medalla de plata en salto de longitud con una marca de 6,76 metros, tras la estadounidense Brittney Reese y por delante de la bielorrusa Nastassia Mironchyk-Ivanova.